# Acanthoderes septemmaculata
Acanthoderes septemmaculata es una especie de escarabajo del género Acanthoderes, familia Cerambycidae. Fue descrita científicamente por Buquet en 1859.
Se distribuye por Brasil y Guayana Francesa. Posee una longitud corporal de 14,5-20,5 milímetros. El período de vuelo de esta especie ocurre en los meses de agosto, septiembre, octubre y noviembre.